# Jan van Borssum Buisman

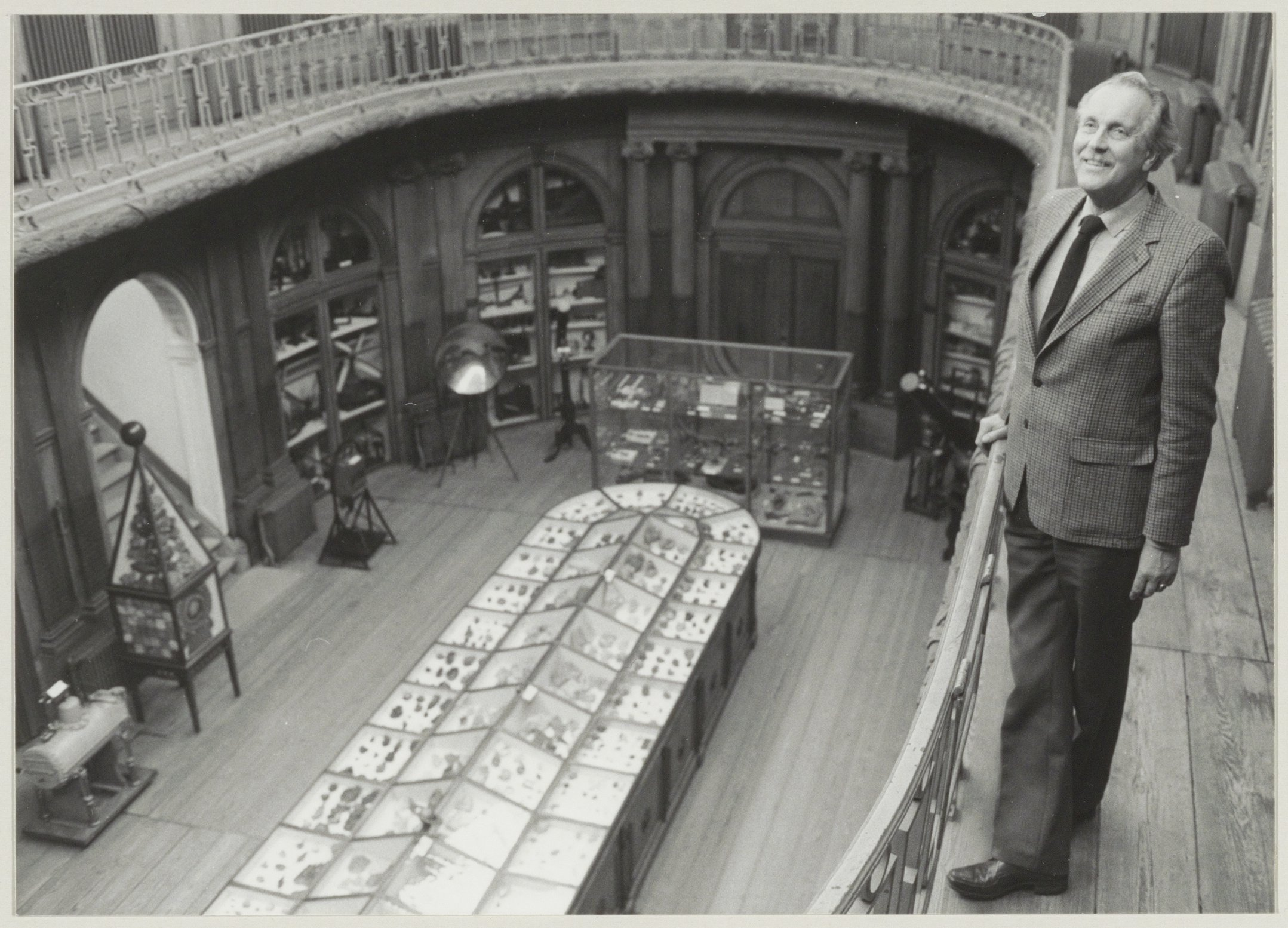
Jan van Borssum Buisman in het Teylers Museum in de ovale zaal

Jan Hendrik van Borssum Buisman (Haarlem, 9 maart 1919 – aldaar, 23 februari 2012) was Nederlands kunstschilder en verzetsman tijdens de Tweede Wereldoorlog. Hij is de jongere broer van Garrelt van Borssum Buisman.

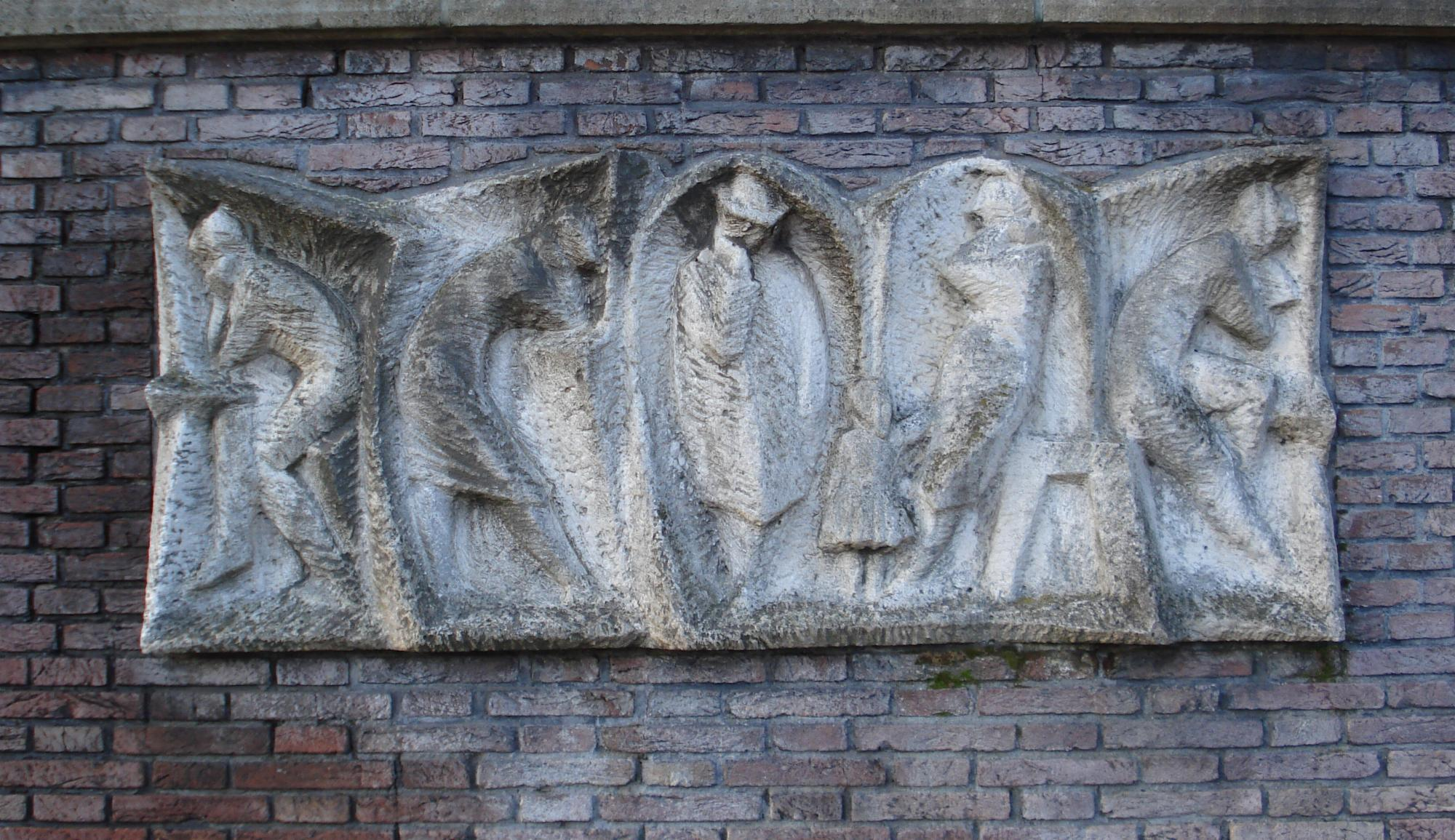
Relief van Jan Hendrik van Borssum Buisman in Vlaardingen

## Jeugd
Van Borssum Buisman werd geboren in het Fundatiehuis aan de Damstraat in Haarlem, in het voormalige huis van Pieter Teyler van der Hulst. Zijn vader, Hendrik van Borssum Buisman (1873-1951), was kunstschilder en sinds 1913 conservator van het Teylers Museum. Zijn moeder behoorde tot de Waalse kerk; zijn vader tot de Remonstrantse kerk, waar diens vader dominee was. Zijn oudere zuster studeerde theologie en trouwde met een dominee, die ook de zoon van een kunstschilder was.
Van Borssum Buisman kwam dus op jonge leeftijd met kunst en religie in aanraking. Hij was kleurenblind, net als zijn broer Garrelt, en volgde net als Garrelt de HBS. Verder waren de broers heel verschillend. Jan was een dromerig type, filosofeerde graag en werd kunstenaar. Garrelt werd beroepsmilitair.
Hun moeder werd ziek en moest vaak kuren in Duitsland. De broers logeerden dan in Mannheim bij haar broer, die daar voor een Nederlands bedrijf werkte. Zo zagen ze de opkomst van het nazisme.

## Oorlogsjaren
Van Borssum Buisman studeerde sinds 1939 architectuur in Delft. Het eerste jaar woonde hij op de Markt, dus ook tijdens de Meidagen. Vanuit zijn kamer zag hij dat een Nederlandse Fokker D.XXI werd neergeschoten en dat de piloot er uit sprong. Dit bleek Jan Linzel te zijn. Hij realiseerde zich dat de oorlog was uitgebroken en ging helpen op een EHBO-post bij Delft. Hij hoefde niet in dienst vanwege broederdienst. Garrelt was inmiddels beroepsmilitair en gelegerd op de Grebbeberg. Na enkele dagen hoorde hij dat Garrelt de gevechten aldaar had overleefd.
Na het eerste studiejaar verhuisde Jan met zijn jaarclub naar de Oude Delft 12. Veel studenten gingen in het verzet. Hij miste de Delftse studentenstaking omdat hij toen in Haarlem was. Daarna werden de universiteiten door de Duitsers gesloten. Er waren veel contacten tussen studenten van verschillende universiteiten; voor coördinatie hiervan werd de Raad van Negen ingesteld.

#### Zwitserland
In de zomer van 1941 werd Van Borssum Buisman gearresteerd, omdat hij in de tram as had laten vallen op het uniform van een Duitser. Hij zat een week in de gevangenis van Scheveningen (Oranjehotel). Dit voorval en de manier waarop de Duitsers hem daar behandelden droegen bij tot het besluit Nederland te verlaten. Als reisgezel vroeg hij studievriend Jan Postma mee te gaan. Ze vertrokken op 23 maart 1942 en via bezet België en Frankrijk reisden zij naar Zwitserland, waar ze negen dagen later aankwamen. Een boerin bracht de Zwitserse politie op de hoogte van hun aanwezigheid waarna ze gearresteerd werden. Een week lang verbleven ze in een kasteel in Neuchâtel, dat als gevangenis werd gebruikt. Na die week werden ze voor verhoor overgebracht naar Bern, en vandaar naar Biel. Weer twee weken later werden ze op de trein gezet naar een Zwitsers interneringskamp. Onderweg ontmoetten ze onder meer Trix Terwindt. Na drie weken werden ze overgebracht naar een nieuw kamp in Cossonay, speciaal opgericht voor Nederlandse vluchtelingen en Engelandvaarders. Max Tailleur kwam daar ook terecht. In dit kamp ontmoette Van Borssum Buisman dominee Visser 't Hooft, toen algemeen secretaris van de Raad van Kerken die in Genève werd opgericht. Hij kwam ook uit Haarlem. De dominee was in juni 1942 in Engeland geweest en had de opdracht gekregen van koningin Wilhelmina en minister-president Gerbrandy een inlichtingendienst op te zetten om contact mogelijk te maken tussen bezet Nederland en de regering in Londen. Deze dienst werd al gauw de Zwitserse Weg genoemd. De dominee regelde dat Van Borssum Buisman en Jan Postma met hem naar Genève konden vertrekken. Ze werden ingekwartierd bij meneer Gagnebin, directeur van het conservatorium in Genève, waar ze ook Joop Bartels aantroffen. Bartels was de rechterhand en vervanger van de dominee.
Een andere medewerker van de dominee was Eise Eisma. Hij was chemicus en had bedacht hoe hij fotonegatieven kon strippen, d.w.z. de celluloid van de negatieven af te halen waarna de negatieven heel dun en oprolbaar werden en zo veel beter verstopt konden worden. Van Borssum Buisman moest Eisma gaan helpen. Maar het duurde te lang om microfilmen verstopt in boeken te verzenden, hetgeen tot dan via Hebe Charlotte Kohlbrugge, hoogleraar in Utrecht gebeurde. Er moest een snellere manier opgezet worden, met koeriers. Van Borssum Buisman werd op 24 december terug naar Nederland gestuurd met een Frans persoonsbewijs op naam van Frederic Moët. Op de terugweg gebruikte hij de Van Niftrik-route om de grens te passeren en meldde zich bij zijn studievriend Hein Louwerse, die later over zee naar Engeland ging, maar op dat moment in Hilversum woonde. Van daaruit kon hij allerlei inlichtingen verzamelen onder meer bij Jan Herman van Roijen, de latere diplomaat, bij Louis Bosch van Rosenthal en bij Hebe Kohlbrugge. Via het Ministerie van Binnenlandse Zaken kreeg hij plattegronden mee die door Groep Kees gemaakt waren voor de militaire inlichtingendienst. Ook kreeg hij enkele microfilms mee, die hij in een vulpotlood verstopte. Tijdens zijn verblijf in Nederland heette hij Sleewijk. Via de Van Niftrik-route kwam hij België weer in. Bij het oversteken van de laatste grens werd hij door Zwitserse grenswachten aangehouden. Na een telefoontje met de Zwitserse geheime dienst mocht hij doorreizen. Hij was een maand onderweg geweest.
Terug in Zwitserland werd Van Borssum Buisman officieel geheim agent, zodat hij onder Bureau Inlichtingen viel. Daardoor kreeg hij onderdak, eten, officiële verblijfsvergunning en een financiële toelage, waarmee hij schilderspullen kocht. Ook schreef hij zich in bij de kunstacademie, een prettige bezigheid en een goede dekmantel voor zijn activiteiten.
Omdat de reisomstandigheden steeds veranderden, werd van de Belgische tot de Zwitserse grens een soort estafette-route opgezet door Jean Weidner, die al een goedlopende ontsnappingsroute had opgezet voor vluchtelingen en Engelandvaarders. Iedere koerier zou dan maar een deel van de route hoeven af te leggen, en dus altijd op bekend terrein zijn. De koeriers kregen ook inlichtingen mee die voor Nederland bestemd waren
Een jaar na aankomst in Genève werd hem de keuze voorgelegd om eventueel met Jan Postma alsnog naar Engeland te gaan. Postma vertrok en volgde in de Verenigde Staten tot officier bij de mariniers; Van Borssum Buisman bleef in Genève.

#### Conflict
Steeds vaker kwamen ook militaire inlichtingen via de Zwitserse Weg naar Genève. Vanuit Bern werd daarvoor de Zwitserse Weg B opgericht door de Ordedienst in Nederland en generaal Van Tricht van de ambassade in Bern. Hiervoor werden dezelfde koeriers gebruikt als voor de gewone Zwitserse Weg, en zelfs dezelfde fotograaf in Amsterdam. Dit schiep verwarring en het was te riskant.
In 1944 ontdekte Van Borssum Buisman, terwijl hij een geheim rapport in de donkere kamer ontwikkelde, toevallig dat de Ordedienst (OD) hun activiteiten had bespioneerd. De OD had een militaire achtergrond, en was niet erg gediend van burgerinitiatief. Garrelt van Borssum Buisman was op 22 juni 1943 boven Nederland gedropt. Van Joop Bartels had Garrelt begrepen dat de dominee in Genève de inlichtingenstroom censureerde, en Garrelt bleek te hebben besloten de zaak te bespioneren, niet wetend dat zijn broer ook in Genève zat.
Garrelt werd op 5 februari in Amsterdam was opgepakt, de dag voordat hij weer naar Engeland zou vertrekken. Hij werd herkend aan zijn snor. Na ruim 100 uren verhoor kwam hij in een cel bij Siewert de Koe en Chris Tonnet. Na de executie van Siewert de Koe werden Garrelt en Tonnet naar Duitsland gebracht. Onderweg sprongen zij uit de rijdende trein. Garrelt moest naar een ziekenhuis en Tonnet ging alleen verder.
In november 1944 werd de Zwitserse Weg opgeheven. In december sloot Van Borssum Buisman zich als oorlogsvrijwilliger aan bij de geallieerde legers om Nederland te bevrijden. Hij werd bij Sas van Gent ingelijfd bij het 14de regiment infanterie waarmee hij naar Zierikzee en Brouwershaven trok. Tijdens zijn eerste verlof ging hij naar Amsterdam, waar hij bij het hoofdkwartier van de OD Garrelt ontmoette! Op een motorfiets bezochten ze samen hun vader en zuster. Het was eind mei 1945.

## Na de oorlog
Jan van Borssum Buisman werd overgeplaatst naar het Ministerie van Defensie. Later werd hij ingedeeld bij de stafcompagnie van prins Bernhard. Op 9 mei 1946 werd hij eervol ontslagen.
In 1947/48 zette hij zijn studie voort aan de Académie des Beaux-Arts in Parijs. Hij heeft onder meer met zijn vader in het Frans Hals Museum geëxposeerd.
In 1948 werd hij assistent-conservator van het Teylers Museum. Zijn vader overleed in 1951 en werd als conservator opgevolgd door professor Van Regteren Altena. Deze overleed in 1973, waarna Jan van Borssum Buisman hem opvolgde.

## Onderscheidingen
- Ridder in de Orde van Oranje (ON.5)[2]
- Verzetsherdenkingskruis[2]
- Croix du combattant volontaire de la Résistance[2]